# Вільям Мюррей
Ві́льям Мюрре́й (англ. William Murray; 8 квітня 1926 — 9 березня 2005, Нью-Йорк) — американський письменник, автор ряду містичних романів про світ кінних перегонів. Помер від серцевого нападу у віці 78 років в Нью-Йорку.

## Твори
- Підказка щодо Мертвого Краба (Tip on a Dead Crab, 1985)
- Коли товстун співає (When the Fat Man Sings, 1987)
- Король нічного ковпака (The King of the Nightcap, 1989)
- Блюз втечі (The Getaway Blues, 1990)
- Прекрасна італійська ручка (A Fine Italian Hand, 1996)